# This Time (album Melanie C)
| Recensione              | Giudizio |
| ----------------------- | -------- |
| AllMusic                |          |
| BBC                     | Misto    |
| MusicOMH                |          |
| Manchester Evening News |          |

This Time è il quarto album della cantautrice britannica Melanie C.
L'album è stato pubblicato il 30 marzo 2007 in Germania, Austria e Svizzera, mentre è stato pubblicato invece il 2 aprile in Inghilterra e nel resto del mondo. In Canada è stato invece pubblicato l'8 aprile 2008 per l'etichetta EMI. L'album è stato scritto e registrato tra la seconda metà del 2006 e il 2007 ed è stato realizzato tramite l'etichetta della stessa cantante, la Red Girl Records. Nonostante il discreto successo dei singoli estratti, l'album non ha ottenuto un gran successo, pur facendo riscontrare risultati di vendita non deludenti (oltre 200 000 copie vendute). Nell'album è inoltre presente una collaborazione con Adam Argyle nella canzone Don't Let Me Go.

## Singoli
Dall'album sono stati estratti quattro singoli. Per quanto riguarda il singolo apripista, ne son stati scelti due, entrambi pubblicati nel marzo del 2007: uno è I Want Candy, cover del brano dei The Strangeloves, colonna sonora di un omonimo film e pubblicato in Italia, Inghilterra, Lettonia e Danimarca, l'altro è The Moment You Believe, pubblicato nel resto nell'Europa. Il secondo singolo estratto è stato invece per tutta l'Europa Carolyna, nel giugno 2007, mentre il terzo singolo è la title track This Time, uscita in Austria, Germania e Svizzera il 12 ottobre 2007. La canzone è stata riarrangiata per l'occasione da Peter John Vettese.
Carolyna è stato scelto anche come singolo apripista per la pubblicazione canadese dell'album, nel marzo 2008, mentre il secondo singolo per il Canada, pubblicato nel giugno del 2008, è Understand.

## Tracce
1. Understand – 3:43 (Adam Argyle, Melanie Chisholm)
2. What if I Stay – 3:17 (Adam Argyle, Jill Jackson)
3. Protected – 4:37 (Guy Chambers, Melanie Chisholm, Cathy Dennis)
4. This Time – 3:32 (Adam Argyle)
5. Carolyna – 3:21 (Melanie Chisholm, Paul Gendler, Steve Mac)
6. Forever Again – 3:44 (Adam Argyle, Kevin D Hughes, Lee Graves)
7. Your Mistake – 3:55 (Adam Argyle, Melanie Chisholm)
8. The Moment You Believe – 3:55 (Melanie Chisholm, Peter-John Vettese)
9. Don't Let Me Go (feat. Adam Argyle) – 3:57 (Adam Argyle, Jill Jackson)
10. Immune – 4:47 (Pete Woodroffe, Charlie Grant, James Bourne)
11. May Your Heart – 4:04 (Melanie Chisholm, Gary Clark)
12. Out of Time – 3:47 (Melanie Chisholm, Phil Thornalley, Dave Munday)
13. I Want Candy – 3:24 (Richard Gottehrer, Bert Russel, Bob Feidman, Gerald Goldstein) – (Bonus Track)
14. Fragile – 4:05 (Melanie Chisholm, Greg Hatwell) – (Bonus Track portoghese e brasiliana)
15. First Day of My Life – 3:24 (Guy Chambers, Enrique Iglesias) – (Bonus Track italiana)

Durata totale: 57:32

## Classifiche
| Paese       | Posizione massima |
| ----------- | ----------------- |
| Svizzera    | 8                 |
| Germania    | 15                |
| Portogallo  | 21                |
| Austria     | 26                |
| Svezia      | 48                |
| Regno Unito | 57                |
| Italia      | 77                |
| Belgio      | 92                |